# جاي بروس ليويلين
جاي بروس ليويلين (بالإنجليزية: J. Bruce Llewellyn)‏ هو شخصية أعمال أمريكي، ولد في 16 يوليو 1927، وتوفي في 7 أبريل 2010 بسبب قصور كلوي.

## وصلات خارجية
- الموقع الرسمي